# Дёнмез, Фатих
Фатих Дёнмез (тур. Fatih Dönmez; род. 1 января 1965, Биледжик) — турецкий государственный деятель, министр энергетики и природных ресурсов Турции (2018—2023).

## Биография
Родился в Биледжике в 1965 году. Окончил Технический университет Йылдыз (1987), факультет электротехники и электроники, отделение электроники. В 2005 году окончил программу MBA.
Работал в Netaş, инженер по исследованиям и разработкам, в энергетических и телекоммуникационных компаниях. С 1994 года — менеджер по исследованиям и проектам, заместитель генерального директора, член совета директоров İGDAŞ.
Один из основателей и член правления Турецкой ассоциации электроэнергетики (TESAB).
С января 2008 года — работал в Управлении по регулированию энергетического рынка Турции (EMRA). Представитель Турции в Региональной ассоциации органов регулирования энергетики.
Являлся председателем совета директоров Акционерного общества по управлению энергетическими рынками (EPİAŞ).
С 24 декабря 2015 года — заместитель министра энергетики и природных ресурсов Турции.
С 10 июля 2018 по 4 июня 2023 года — министр энергетики и природных ресурсов Турции.